# خوسيه ميغيل مارين
خوسيه ميغيل مارين (بالإسبانية: Miguel Marín)‏ (15 مارس 1944 في الأرجنتين - 30 ديسمبر 1991 في المكسيك) هو لاعب كرة قدم أرجنتيني في مركز حراسة المرمى، شارك في الألعاب الأولمبية الصيفية 1964. وشارك مع منتخب الأرجنتين لكرة القدم. أما مع النوادي، فقد لعب مع فيليز سارسفيلد وكروز آزول.

## وصلات خارجية
- خوسيه ميغيل مارين على موقع الاتحاد الدولي (مؤرشف)  (الإنجليزية)
- خوسيه ميغيل مارين على موقع ناشيونال فوتبول تيمز (الإنجليزية)
- خوسيه ميغيل مارين على موقع أوليمبيديا (الإنجليزية)